# Lena Adomat
Lena Annika Adomat, född 22 juni 1964, är en svensk gymnast som deltog i  OS i Moskva 1980 och OS i Los Angeles 1984. Hon kom på 30:e respektive 35:e plats.